# Eichenspinner Verlag
Der Eichenspinner Verlag ist ein 2006 von Lutz Graner in Chemnitz gegründeter Independent-Verlag.

## Geschichte
Der Name des Verlages verweist auf den Schmetterling Eichenspinner, dessen Raupen Brennhaare besitzen, die Irritationen auslösen können. Im Gegensatz zu seinem Namensvetter, dem Eichen-Prozessionsspinner, gehört der Eichenspinner zu den gefährdeten Arten. Um auf die Idee zu verfallen, heutzutage einen Verlag für deutschsprachige (Eiche) Literatur zu gründen, müsse man eben ein Spinner sein, meint der Verleger augenzwinkernd. Seit 2010 ist der Verlag auch in Bielefeld verankert.

## Verlagsprogramm
Der Verlag hat sich der Förderung des Werkes von Hans Brinkmann verschrieben, unterstützt darüber hinaus aber auch andere Buchprojekte. Das Programm setzt auf gesellschaftliches Engagement, oft mit einer Prise Humor. So begegnen sich Gesellschaftsroman und Groteske, politische Lyrik und Satire, Minderheitenliteratur und Sprachexperiment, Kurzgeschichte und Mehrsprachigkeit.

## Autoren, Herausgeber, Übersetzer
Inger-Mari Aikio

Lothar Becker

Hans Brinkmann

Martin Brunner

Johanna Domokos

Sebastian Guhr

Henrietta Hartl

Steve Kußin

Joanna Lisiak

Peter Lünenschloß

Rauni Magga Lukkari

Valentin Moritz

Günter Saalmann

Christine Schlosser

Solche

Kevin Sommer

Ria ÜbÜ

## Sonstiges
2018 wurde die Anthologie Was für Spinner. Bizarre Kurzgeschichten auf die Longlist der Stiftung Buchkunst im Wettbewerb der Schönsten deutschen Bücher 2018 gewählt. 

2015 stand der Gedichtband Erbmütter – Welttöchter von Rauni Magga Lukkari und Inger-Mari Aikio-Arianaick auf der Hotlist der unabhängigen Verlage.

2014 stand der Roman Fiedlerin auf dem Dach von Günter Saalmann auf der Hotlist der unabhängigen Verlage.

2013 & 2010 war der Verlag einer von rund 20 repräsentativen Ausstellern bei Gut zum Druck, dem Fest sächsischer Verlage.